# 東京都道159号豊田高幡線
東京都道159号豊田高幡線（とうきょうとどう159ごう とよだたかはたせん）は、東京都日野市東豊田から、日野市高幡の東京都道41号稲城日野線交点に至る一般都道である。全区間を通じて、南側に流れる浅川（多摩川の支流）とほぼ並行している。
東豊田一丁目付近より西の区間は拡幅して国道20号日野バイパス（延伸）の整備が進められ、2023年度には日野市豊田の一番橋北交差点から東豊田一丁目17番付近までが国道20号に組み込まれた為、都道159号の起点が東豊田に変更された。

## 概要
- 陸上距離：1,636m
- 起点：東京都日野市東豊田
- 終点：東京都日野市高幡（高幡橋北交差点）

## 交通状況
- 平成22年（2010年）度時点の道路交通センサスによる当道の自動車類交通量について、小型車14,059台、大型車2,394台、合計16,453台である（24時間交通量、上下合計）[3]。

## 通過する自治体
- 東京都
  - 日野市

## 交差・接続している道路

### 現道
| 交差する道路                                                 | 交差する道路                                                             | 交差点名     | 所在地 | 所在地       |
| ------------------------------------------------------------ | ------------------------------------------------------------------------ | ------------ | ------ | ------------ |
| 日野市道                                                     |                                                                          |              |        |              |
| 東京都道41号稲城日野線（川崎街道）                           | 都道41号線（川崎街道） 新川崎街道（路線認定なし） 旧川崎街道（日野市道） | 高幡橋北     | 日野市 | 万願寺六丁目 |
| -                                                            | 国道20号（日野バイパス延伸部） （事業中）                                | （名称未定） | 日野市 | 東豊田一丁目 |
| 国道昇格区間（国道20号 日野バイパス延伸部） （暫定開通区間） |                                                                          |              |        |              |
| 日野市道（一番橋通り）                                       | 日野市道（一番橋通り）                                                   | 一番橋北     | 日野市 | 東豊田二丁目 |
| 日野バイパス延伸部（暫定開通区間、路線認定なし）             |                                                                          |              |        |              |

### 旧道
全線市道降格済み（幹線市道II-36号線に指定）。一部区間は日野バイパス延伸部の暫定開通に伴い寸断。
- 現道 - 日野バイパス延伸部（事業中）交点付近
- 一番橋北通り - 豊田小東交差点（旧：日野第二小東交差点）
- 東京都道155号町田平山八王子線（平山通り） - 平山橋交差点

## バス路線
- 日野市ミニバス（京王電鉄バス桜ヶ丘営業所による運行）の川辺堀之内路線である、高幡不動駅から豊田駅南口間を結ぶ高30のバスが、当道のほぼ全区間を廻っている。

## 周辺の名所や河川
- 浅川（多摩川の支流の一つである一級河川）
- 延命寺
- 駒形公園